# Gatunkowa ochrona zwierząt
Gatunkowa ochrona zwierząt – jedna z form prawnej ochrony przyrody obejmująca ochroną konkretne gatunki zwierząt i wprowadzająca wobec nich określone zakazy, takie jak np. zakaz zabijania, okaleczania, transportu, pozyskiwania, przetrzymywania, posiadania żywych zwierząt, posiadania zwierząt martwych lub ich części, niszczenia siedlisk i ostoi, wybierania, posiadania oraz przechowywania jaj i inne.

## Polska
W Polsce jest to jedna z form ochrony przyrody przyjęta w ustawie o ochronie przyrody wprowadzona w stosunku do dziko występujących zwierząt.

### Historia
W okresie międzywojennym obejmowano w Polsce ochroną gatunkową pojedyncze gatunki zwierząt. Były to żółw błotny, objęty ochroną na podstawie rozporządzenia Ministra Wyznań Religijnych i Oświecenia Publicznego z 1935 roku oraz żubr objęty ochroną na podstawie rozporządzenia tegoż ministra z 1938 roku. Oba rozporządzenia wydano na podstawie ustawy o ochronie przyrody z 1934 r.
W 1949 roku wydana została nowa ustawa o ochronie przyrody, a jej pierwszym aktem wykonawczym było rozporządzenie ministra leśnictwa z 4 listopada 1952, które wprowadzało gatunkową ochronę zwierząt i uchylało poprzednie akty z 1935 i 1938 roku dotyczące żółwia i żubra. Rozporządzenie to wymieniało 128 chronionych taksonów: były to głównie gatunki, ale także całe rodzaje (np. biegacz), podrodziny (np. jaskółki) czy rodziny (np. sikory). Ponadto akt ten zabraniał niszczenia mrowisk w lasach i wprowadzenia nowych dla fauny krajowej zwierząt niełownych bez każdorazowej zgody ministra leśnictwa. 
Akt ten uchylony został 1 lutego 1984 roku i tego samego dnia weszło w życie Rozporządzenie Ministra Leśnictwa i Przemysłu Drzewnego z dnia 30 grudnia 1983, które na liście chronionych wymieniało 72 taksony zwierząt. Ponadto wprowadziło ono ochronę stanowisk 10 gatunków ptaków. 
1 kwietnia 1995 roku akt ten został uchylony, a w życie weszło Rozporządzenie Ministra Ochrony Środowiska, Zasobów Naturalnych i Leśnictwa z dnia 6 stycznia 1995. Na liście chronionych znalazło się w nim 125 taksonów zwierząt. 20 gatunków zwierząt (ptaków i gadów) objętych było specjalną ochroną miejsc ich rozrodu i stałego przebywania polegającą na zakazie wprowadzania zmian w środowisku w odległości 200 m w ciągu całego roku, a 500 m w okresie 1 lutego–31 sierpnia takich jak wycinanie drzew i krzewów czy prowadzenie prac melioracyjnych. 
Rozporządzenie to zostało uchylone 2 sierpnia 2001 roku, a 15 listopada weszło w życie rozporządzenie Ministra Środowiska z 26 września 2001, które z kolei zastąpione zostało 26 października 2004 roku kolejnym aktem prawnym: Rozporządzeniem Ministra Środowiska z dnia 28 września 2004. Rozporządzenie to obejmowało ścisłą ochroną gatunkową 326 taksonów zwierząt, a kolejne 23 ochroną częściową. Ponadto 5 gatunków bezkręgowców znalazło się na liście gatunków objętych ochroną częściową, które mogą być pozyskiwane z wyszczególnieniem sposobów ich pozyskiwania. 
23 listopada 2011 r. weszło w życie rozporządzenie Ministra Środowiska z dnia 12 października 2011 r. w sprawie ochrony gatunkowej zwierząt, które ochroną ścisłą obejmowało 319 taksonów, a ochroną częściową 23. Ponadto 5 gatunków bezkręgowców znalazło się na liście gatunków objętych ochroną częściową, które mogą być pozyskiwane z wyszczególnieniem sposobów ich pozyskiwania, a 4 gatunki na liście dziko występujących ptaków, które mogą być sprzedawane, transportowane i przetrzymywane w celach handlowych, jeśli zostały legalnie upolowane. 
Rozporządzenie to zostało uznane za uchylone 2 października 2014 roku, kiedy minęły dwa lata od ogłoszenia odpowiedniej nowelizacji ustawy o ochronie przyrody. Tym samym do chwili wejścia w życie aktualnego Rozporządzenia Ministra Środowiska, ochrona gatunkowa zwierząt w kraju nie obowiązywała. 8 października 2014 roku weszło w życie Rozporządzenie Ministra Środowiska z dnia 6 października 2014 r. w sprawie ochrony gatunkowej zwierząt. Lista zwierząt objętych ochroną podzielona została w nim na dwa załączniki. W załączniku I znalazło się 589 taksonów zwierząt objętych ochroną ścisłą, natomiast w załączniku II 202 taksony zwierząt objętych ochroną częściową. Wśród gatunków objętych ochroną częściową, które mogą być pozyskiwane z wyszczególnieniem sposobów ich pozyskiwania znalazły się tylko ślimak winniczek i bóbr europejski. 30 gatunków zwierząt umieszczono na liście wymagających ustalenia stref ochrony, miejsc rozrodu i regularnego przebywania oraz wielkości stref ochrony.

### Obecnie
1 stycznia 2017 roku weszło w życie Rozporządzenie Ministra Środowiska z dnia 16 grudnia 2016 r. w sprawie ochrony gatunkowej zwierząt.

## Irlandia
W Irlandii na mocy różnych aktów prawnych ochroną gatunkową objętych jest 226 gatunków zwierząt.

## Wielka Brytania
Prawodawstwo Wielkiej Brytanii obejmuje ochronę gatunkową na mocy kilku aktów. 
Zgodnie z The Conservation of Habitats and Species Regulations 2010 ochronie podlega 29 taksonów zwierząt. 
The Wildlife and Countryside Act 1981 obejmuje ochroną 80 gatunków ptaków, przy czym zezwala na polowanie na niektóre gatunki za pomocą określonych metod w określonym sezonie, jak również na ich kontrolę przez odpowiednie osoby za pomocą określonych metod. 
Schedule 5 of the Wildlife and Countryside Act 1981 chroni określone gatunki przed okaleczaniem, zabijaniem, zabieraniem ze środowiska naturalnego, a także obejmuje ochroną miejsca w których chronią się te zwierzęta, zabezpieczając przed ich niepokojeniem. Obejmuje ponad 100 taksonów zwierząt dzieląc je na różne poziomy ochrony. 
Protection of Badgers Act 1992 chroni borsuki przed złym traktowaniem, w tym niszczeniem ich schronień.